# Троїцька сільська рада (Снятинський район)
| Троїцька сільська рада — колишній орган місцевого самоврядування у Снятинському районі Івано-Франківської області з адміністративним центром у с. Троїця. Указом Президії Верховної Ради УРСР 23 жовтня 1940 р. Троїцька сільська рада передана з Заболотівського району до Коломийського району. Водоймища на території, підпорядкованій даній раді: річка Прут. Сільській раді підпорядковані населені пункти: - с. Троїця |

## Склад ради
Рада складається з 16 депутатів та голови.

### Керівний склад ради
| ПІБ                      | Основні відомості                                                 | Дата обрання | Дата звільнення |
| ------------------------ | ----------------------------------------------------------------- | ------------ | --------------- |
| Майгутяк Іван Васильович | Сільський голова, 1961 року народження, освіта, безпартійний      | 26.03.2006   | 31.10.2010      |
| Майгутяк Іван Васильович | Сільський голова, 1961 року народження, освіта вища, безпартійний | 31.10.2010   |                 |

Примітка: таблиця складена за даними джерела